# Roger Patterson
Roger Patterson (29 novembre 1968 – 12 febbraio 1991) è stato un bassista statunitense, conosciuto per aver militato nella band Atheist.
Patterson entrò a far parte di Atheist (allora noti come R.A.V.A.G.E.) nel 1985. La band registrò il loro primo album completo, Piece of Time, nel 1988, ma a causa di problemi con la casa discografica, non fu pubblicato fino a due anni dopo. Di conseguenza, gli Atheist iniziarono a cominciare un nuovo album, a cui Roger contribuì notevolmente. Prima della registrazione, tuttavia, la band ha avuto un incidente d'auto e Roger è stato ucciso, il 12 febbraio 1991.
Gli Atheist avrebbero registrato e pubblicato il loro prossimo album, Unquestionable Presence, più tardi quell'anno e lo dedicarono alla memoria di Roger. La versione riedizione del 2005 presenta diverse registrazioni demo inedite di materiale registrato da Patterson.
Nel 1991, la band grindcore Napalm Death pubblicò Mass Appeal Madness in memoria di Roger, così come Suffocation con il loro album Effigy of the Forgotten, e i membri dei Death gli hanno reso omaggio nel loro album Human.
Nell'EP Black Pear Tree del 2008 dei The Mountain Goats e Kaki King, c'è una canzone dedicata a Patterson, "Roger Patterson Van".
Roger Patterson aveva un fratello gemello, Ronald Ellis anch'egli musicista che morì nel 2018 all'età di cinquant'anni.